# Hannah Ryggen
Hannah Josefina Maria Ryggen, född Jönsson den 21 mars 1894 i Malmö, död 2 februari 1970 i Trondheim, var en svenskfödd norsk textilkonstnär. 
Hennes  banbrytande insatser förändrade bildvävens roll från dekorativt konsthantverk till expressiv bildkonst. Hon räknas som en av de viktiga förgrundsgestalterna inom modernismen med sin stiliserade, figurativa, politiskt och socialt medvetna konst.

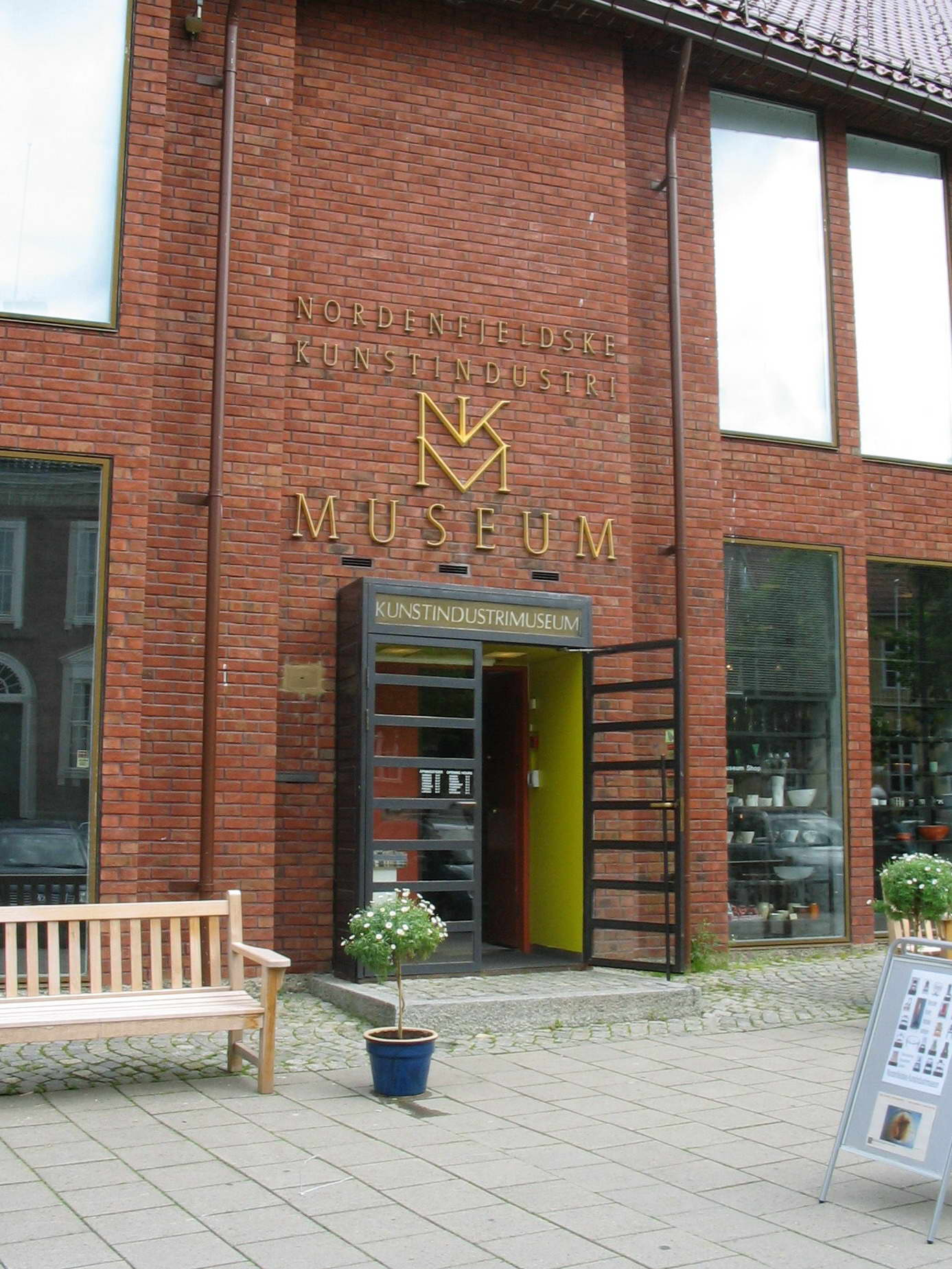
Nordenfjeldske Kunstindustrimuseum i Trondheim har den störste samlingen av Ryggens konst.

Det mesta av sin aktiva tid som konstnär, mellan åren 1924 och 1957, var Hannah Ryggen verksam i kustkommunen Ørland i Sør-Trøndelag, där hon bodde på småbruket Ryggen tillsammans med sin man konstnären Hans Ryggen och deras dotter Mona. 
Hannah Ryggen var kompromisslös och gjorde tydliga val, både i bildskapandet och i sina politiska åsikter. Det senare kom till starkt uttryck i hennes bildkonst. Hon var antifascist, antimilitarist, kommunist, feminist och humanist. Flera har reflekterat kring det på ytan motsägelsefulla i att med ett sådant "häftigt temperament och starka kommunikationsbehov tillbringa en så stor del av sitt liv med att skapa bildvävar, det mest tidskrävande av alla uttrycksformer".
Vi lever på en stjerne från 1958, ett av hennes viktigaste verk, hängde i entrén till Regeringskvarteret och blev skadat vid Breiviks terrorattack den 22 juli 2011.

## Biografi
Hannah Ryggen var ett av tre barn till verkstadsarbetaren Gunnar Jönsson, tidigare sjöman, och kokerskan Karna Jönsson. När hon föddes var föräldrarna 40 och 29 år gamla. Hon visade tidigt prov på konstnärlig läggning men valde först ett ekonomiskt tryggare arbete som lärare i 11 år vid Johannesskolan i Lund och vid Pildammskolan i Malmö, från att hon var 19 tills hon blev 30 år. Hon vantrivdes som lärare. Samtidigt tog hon privatlektioner i teckning och måleri, bland annat i sex år hos den danska målaren Fredrik Krebs i Lund. Veckovis pendlade hon mellan Malmö och Lund för att följa Krebs undervisning. Under denna period ställde hon ut vid flera tillfällen och sålde flera verk. Hon knöt också en livslång vänskap med det barnlösa paret Krebs.
Sommaren 1922 fick hon ett stipendium, och tillsammans med sparade medel räckte detta för en resa ut i Europa för att se konst. På pensionat Wagner i Dresden mötte hon den norska målaren Hans Ryggen från Ørland, och de blev snabbt förälskade i varandra. Sommaren 1923 besökte hon honom på Ørlandet och i september samma år gifte de sig hos byfogden i Oslo. Då var dottern Mona redan på väg. 1924 bröt hon upp från sin lärartjänst och hemmet i Lund och flyttade till "stugan" på Ryggen.

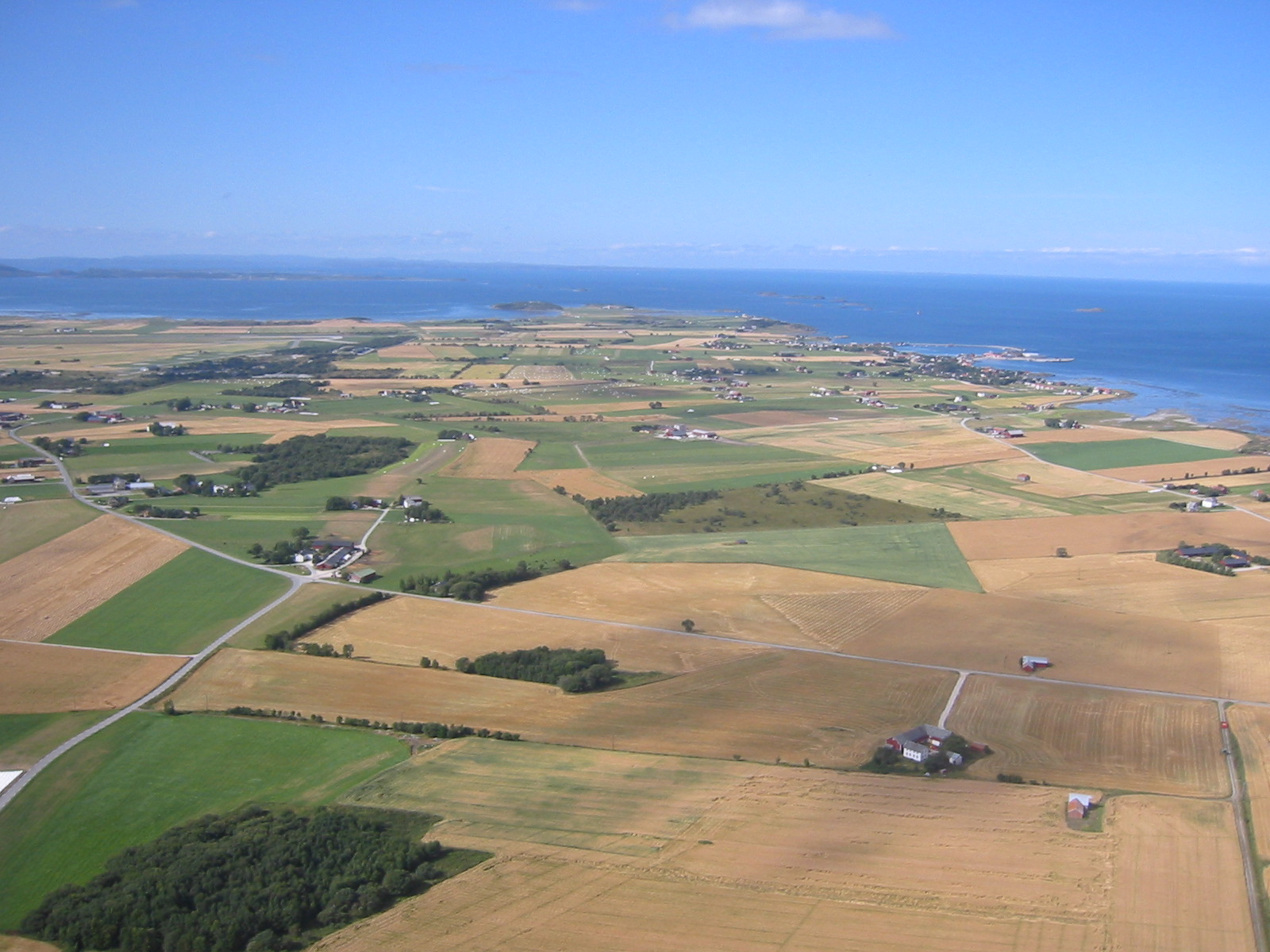
Vy över Ørland. Gården Ryggen ligger nära vägkrysset till vänster. Familjens hem revs 1978.

Småbruket Ryggen var på 19 mål. Här höll de vid sidan av konstnärskapet djur, som kor, hästar, får, gäss och höns ända fram till 1945. Först 1944 drogs det in elektricitet och huset saknade indraget vatten.
Varken platsen eller paret var isolerat. De läste mycket och var engagerade i den samtida konsten, samhället och politiken, vilket återspeglas i hennes konst. Hon prenumererade på skandinaviska feministiska tidningar och vänstertidskrifter, och var aktiv i det norska kommunistiska partiet, såväl som den internationella arbetarrörelsen. Hon höll kurser i vävning och växtfärgning i regionen och så småningom utvecklades ett stort nätverk av konstnärskollegor och konstvänner både i Norge och utomlands.
Kring slutet av 1930-talet började hennes vävar att ställas ut allt mer, både i Norge och internationellt. 1937 deltog hon i Världsutställningen i Paris och två år senare på Världsutställningen i New York. Ryggens definitiva genombrott kom på en utställning hos Kunstnerforbundet i Oslo i januari–februari 1939, då hon ställde ut tillsammans med Gudrun Anker och Synnøve Aurdal.
Andra världskriget var en påfrestande period på flera sätt. Ørland påverkades mycket av kriget, med en militär flygplats, stor tysk truppnärvaro och flera läger med ryska och serbiska krigsfångar. Hans Ryggen deltog i motståndsarbete och smugglade vapen. Han greps natten till den 27 maj 1944 och sattes först i fångläger på Falstad, senare i Grini och sist i arbetsläger på Mysen innan han kom hem den 11 maj 1945.
Relationen med dottern Mona (född 1924) beskrivs som komplicerad. Hon hade epilepsi och vantrivdes i hemmet. Kombinationen av sjukdomen och relationen mellan mor och dotter påverkade hela familjen. Temat behandlas i destillerad form i Hannah Ryggens väv Mors hjerte (1947) som beskrivs som "Historien om en ung mor som mitt i sin lycka slås av en stor sorg - det händer något med barnet och hennes hjärta slås i bitar". Väven beskriver modern i fyra faser: till vänster lyckan där kvinnans hjärta är större än överkroppen, därefter hur hjärtat träffas av en pil och splittras. I den gröna bården i mitten skildras andra människors reaktioner på olyckan och till höger hur kvinnan hukande vacklar vidare, tyngd av sorg.
Hans Ryggen dog i december 1956. Redan innan hade paret beslutat sig för att flytta till Trondheim. Hannah Ryggen hade fått flera uppdrag för monumentala verk, vilka inte skulle gå att producera på vävstolen eller i det arbetsrum som hon hade tillgång till på gården. Under första delen av 1957 flyttade hon till Trondheim, där hon fick en lägenhet på Lade och kunde inreda en ateljé i Sukkerhuset i E.C. Dahls bryggeri på Kalvskinnet. Här påbörjade hon arbetet med Vi lever på en stjerne till Regeringsbyggnaden. 
Hannah Ryggen fick konstnärslön från 1962. Samma år hade hon en mycket välbesökt utställning på Moderna museet i Stockholm, och blev invald som medlem i Kungliga Akademien för de fria konsterna. 1964 presenterades hennes konst på Venedigbiennalen och hon blev som första textilkonstnär uttagen till den årliga Høstutstillingen i Oslo. 1965 blev hon dubbad till riddare av första klass av St. Olavs Orden. Under ceremonin sa hon: 
"Förr drog man ut i krig, och blev dubbad till riddare när man kom hem. Detta riddarskap som jag nu erhåller, innebär att man ska vara bättre och snällare än andra. Det är mycket, mycket svårare än att slåss".
| ”                   | Folk som inte kände Hannah, kunde lätt bli förskräckta av hennes sätt att uttrycka sig. Meningarna kom rätt ut, utan inlindning. Hon lade inte fingrarna emellan. | „ |
| – Inga E Næss, left | |   |

I samband med att hon 1965–1966 arbetade med monumentalväven Trollveggen till en stor möteslokal för en nybyggnation på Universitetet i Oslo bodde hon en kort period i Oslo och hade ateljé i Oslo Rådhus. Hon vantrivdes i huvudstaden och vände tillbaka till Trøndelag våren 1966. De sista åren av sitt liv hade hon ateljé på loftet i Trondheims katedralskola. Trondheimsfotografen Thor Melhuus tog 1969 en känd serie porträtt och studier av henne i arbete. Redan hösten 1965 gjorde hon en första "bouppteckning", och donerade flera verk till museer: Väven Grini, som berättar om Hans Ryggens fångenskap, donerades till Trøndelag Kunstgalleri, dit hon tidigare hade donerat många av hans verk. Nordenfjeldske Kunstindustrimuseum fick sju bildvävar vid detta tillfälle.
De sista fyra–fem åren av sitt liv hade hon sviktande hälsa och julen 1969 blev hon allvarligt sjuk under ett besök hos dottern Mona i Sverige. Hon avled till slut på Sankt Olavs hospital den 2 februari 1970 efter några veckors sängliggande. Den sista väven hon fullföljde var fortfarande kvar i vävstolen när hon gick bort. Bilden föreställer ett kvinnohuvud, som tydligt påminner om henne själv, mot en varmröd botten. Hon begravdes bredvid sin man på Ørlands kyrkogård. Begravningen var blygsam enligt hennes önskan.

## Vävens tradition och teknik
Både i Norge och Sverige inträffade runt sekelskiftet en renässans för bildväven. I Norge hade två traditioner stått sida vid sida: målaren Gerhard Munthe tecknade kartonger som sedan vävdes av andra, anonyma, kvinnor medan den autonoma Frida Hansen skapade sig en egen tradition i jugendstil. I Sverige gjorde tecknare som Carl Larsson och Alf Wallander med flera kartonger på natur- och sägentema. I Hannah Ryggens ungdom blev Stockholms stadshus och konserthus utsmyckat med gobelänger, och runt 1930 färdigställdes stora vävnader till Stockholms stadsbibliotek, Göteborgs konserthus och Linköpings domkyrka.
| ”                      | Jag vill inte att mina gobelänger ska blandas samman med äldre gobelänger. Jag bygger mina bilder på livet självt. Kampen är att forma upplevelsen så att den blir bunden i väven, men så starkt som möjligt utifrån det jag har på hjärtat | „ |
| – Hannah Ryggen, right | |   |

Den mesta vävkonsten baserades på den uppdelade processen: vävaren, som i regel var kvinna, gjorde hantverket med att överföra en bild som en bildkonstnär, ofta man, tecknat på kartong. Hannah Ryggen bröt med detta på flera sätt. För det första hade Ryggen själv fullständig kontroll över motiv och format, men hon utförde även alla processer själv, från kardning, spinning och färgning, fram till färdig gobeläng, precis som Frida Hansen gjort före henne.
Fokus på det hantverksmässiga var en central aspekt av hennes konstnärliga praktik. Att hon själv framställde garn och färger gjorde att hon kunde följa hela processen från växtens egenskaper, färgens styrka och intensitet genom infärgningsprocessen men även hur färgerna kommer att förändras genom blekning över tid, och skapa ett enhetligt uttryck där hon själv stod för både detaljer och helhet.
Största delen av sin karriär arbetade hon på en stående vävstol som mätte 2x3 meter; den var utvecklad och byggd av hennes man. 

### Utan skisser

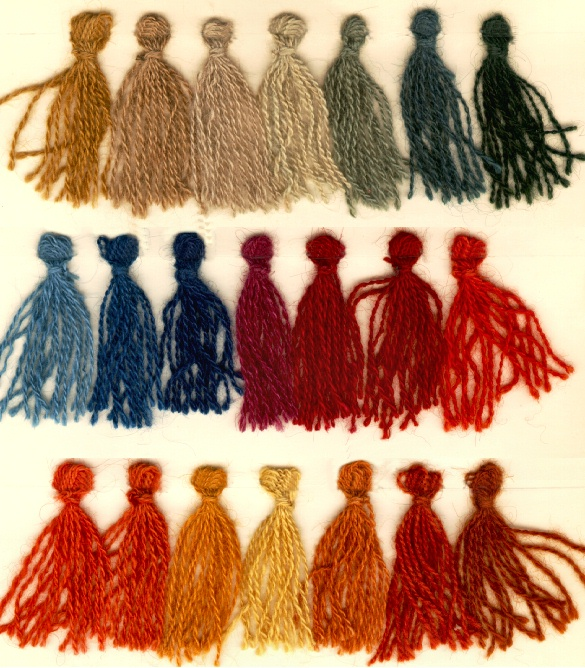
Garn färgat med växtfärger.

Ryggen arbetade konsekvent utan skisser eller nedskrivna planer för sina gobelänger. Denna arbetsmetod var övervägande mycket framgångsrik och framstår som ett viktigt element i hennes konstnärliga uttryck. Men vid vissa tillfällen kunde den också ge speciella effekter. Väven Kaj Munks død (1946) beställdes från början 1943 till den planerade kyrkan Bakkehaugen på Tåsen i Oslo. Väven präglas av att "konstnären var ovan vid att arbeta utifrån ett angivet mål, och kompositionen kännetecknas av brist på utrymme."
Albert Steen citerar Ryggen och tillägger:
"Jag tecknar aldrig något på förhand, men placerar allt, både former och färger, före jag börjar på en väv. Det är på samma sätt som att skriva vers, tror jag. Jag tror det är det enda riktiga sättet att väva på. Indianerna och kopterna gjorde på samma sätt. Skulle allt tecknas upp och fastläggas i förhand, var ju äventyret slut innan leken började.
Och här har vi en av hemligheten med Hannah Ryggens särpräglade konstnärskap: kapaciteten till att improvisera och att närheten hon hade mellan vision och material gav hennes vävar en omedelbarhet som fortsätter att vara levande genom hela skapelseprocessen."

### Färgning
Ryggen arbetade huvudsakligen med ull som hon spann själv och färgade med egna växtfärger. Efterhand som hon blev allt mer anlitad under efterkrigstiden så var hon tvungen att överlåta spinningen åt andra, men färgningen utförde hon hela tiden själv.
För Hannah Ryggen var det en integrerad del i hennes uttryck att hon själv färgade garnet. Både vävteknik och växtfärgning var något hon experimenterade med under 1920-talet. Hon beskrev sig själv som självlärd men det är känt att hon hade en handskriven bok i ämnet, vilken kan ha varit ett arvegods inom familjen, och hon studerade det som fanns i ämnet av norsk facklitteratur. På 1930-talet höll hon flera kurser i växtfärgning i Ørland och grannkommunerna. Tillsammans med sin man och sin dotter samlade hon plantor, lavar, bark och rötter under somrarna. Hon kokade utomhus och använde en järngryta till de mörka färgerna och en koppargryta till gula och röda färger. Hon sade själv vid flera tillfällen att hon bara används mycket få färger ("bara potteblått, och fyra röda färger"), men eftersom hon arbetade med rena färgfält är det lätt att visa att hon använde fler färger än dessa.
Mest känd är Hannah Ryggen för färgen potteblått, både för att den dominerar i många vävar och på grund av den speciella tillverkningsprocessen som till och med involverade medverkan av familjens gäster. Hon hade själv utvecklat processen att framställa potteblått, och delvis var den hemlig. Hon blandade färgämnet indigo, urin jäst i solen, och en hemlig ingrediens. Næss spekulerar i om den hemliga ingrediensen kan ha varit apelsinskal. Urinen måste komma från män, eftersom kvinnors urin innehåller äggviteämnen som påverkar jäsning. Alla manliga gäster som besökte familjen var därför tvungna att bidra med en skvätt i spannen, vilket sedan utgjorde råmaterial till färgningen. Næss menar att blått är den viktigaste färgen i många av hennes målningar och att det står för det positiva i livet, längtan och dröm. Ofta är även hon själv avbildad i blått i bilderna.
De röda färgerna skapade hon ibland utifrån rötter av vitmåra, men ofta var hon tvungen att köpa krapp eller cochenille på apotek. I väven Grini (1945) använder hon alla fyra olika rödfärger som hon räkande till sin baspalett: vitmåra, krapp, cochenille och örnlav. Många varianter av gult framställde hon av växter som ljung. Både rött och gult garn kan efterfärgas med blått för att få fram lila eller grönt.
I den politiskt laddade väven Blod i gresset (1966) använde hon för en gång skull kemiskt framtagna färger för att framhäva den djupröda brutaliteten i USA:s krigföring i Vietnam.

### Rena färgfält
De flesta och mest välkända av Ryggens verk är vävda med rena färgfält. Men hennes tidiga vävar skapade på andra sätt, men övergången från lasering till rena fält kan tidsbestämmas till perioden mellan de båda vävarna Fiske ved gjeldens hav (1933) och Vi og våre dyr (1934). I Fiske arbetade hon med en laseringsteknik där både hav, jod och himmel spelar i flera färger. Från och med Vi og våre dyr arbetade hon med rena, enfärgade fält.
Hennes första väv är gjord i gobelängteknik, och därefter följde en kort period av flossa under åren 1930–1933, innan hon fastnade för det uttryck som kom att bli hennes eget. Exempel på flossa är Herremannen (1930) och Paris' dom (1933).
När hon vid några senare tillfällen använder sig av flossatekniken, eller använder sig av andra material, är det för att få fram en speciell effekt. I några sena vävar lägger hon i ullflossa för att skapa effekter. I Karsten i vevhimmelen (1953) är ullflossa inlagd i väven på flera ställen för att skapa en effekt av skyar. I Peter Dass (1940) är en flossavävd matta (en så kallad båtrya) monterad som mittparti i en tudelad väv för att alludera på havet. Vid några tillfällen väver hon in ull i växelverkan med lin, som i En fri (1947–1948), där växelverkan ger en sorts reliefverkan.

### Väven som måleri

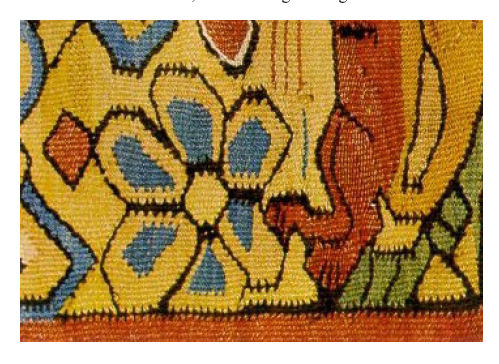
Traditionell bildväv har sin egen estetik.

Vävkonsten hade historisk sett sin egen estetik, och sina egna motiv. Gerhard Munthe hade hävdat principen om att väven måste bindas till den plana ytan, stiliserad och utan perspektiviska verkningar. Baldisholtapeten och gamla norska bildvävar var idealet.
| ”                        | Hennes konst liknar inte någon av våra andra tapetväverskors. Dessa utgår nämligen från folkkonsten [medan] hennes konst måste ses i ljuset av det moderna måleriet i sin bredaste betydelse. | „ |
| – Else Christie Kielland | |   |

Ryggen fångade upp detta och knöt även till sig den estetik och kompositionsteknik som hon fann i det samtida måleriet. Likheter med samtidens freskomåleri, expressionismens "brutala primitivism" och målare som Arne Ekeland och Kai Fjell är påtagliga. Tillsammans med dessa två blir hon en föregångare till modernismen inom norsk bildkonst. Det ytmässiga abstrakta måleriet blev allmänt accepterat i Norge på 1920- och 1930-talen i och med genombrottet för monumentalmåleriet under mellankrigstiden.
Randi Nygaard Lium säger att den som söker efter "paralleller till Hannah Ryggens arbetsmetod ska gå till dåtidens avantgardistiska måleri, bland annat den abstrakta expressionismen i USA och europeiska COBRA-gruppen. 1946 tolkade även Arve Moen Ryggens arbeten i ljuset av tidens modernistiska måleri "Mot bakgrund av strömningarna i det moderna måleriet, kampen mellan abstraktion och expression, å den ena sidan, och en tillämpad naturalism å den andra, är det mycket spännande att utgå ifrån Hannah Ryggens ståndpunkt. Hon har lärt sig mycket av samtidsmåleriet, men har, tack vare vävens naturliga krav kunnat ta språnget till den absolut plana bildytan".
Ryggens tidiga verk som Evas datter (1922) och Synderinnen (1926) uppfattas som otypiska för Ryggen, inte bara på grund av färgval utan i synnerhet för att hon i dessa bilder använde sig av traditionella tekniker för komposition och perspektiv. Från 1920-talens tid av studier gick det fort tills hon på 1930-talet framstår som att hon funnit sin egen teknik: från det naturalistiska rör hon sig mot ett mer abstrakt formspråk, där alla bildelement dras in i ytan.

## Humanism och antimilitarism
| ”                              | Både Hannah och Hans Ryggen var litterära konstnärer, upptagna av sin tid, samhället och sina medmänniskor, och i sin konst ville de berätta om allt som upptog deras tankar. Bägge var kolorister och expressionister med stor uttrycksförmåga. De har likheter i sättet att abstrahera och karikera, och en enande faktor i deras formspråk är en omedelbar naivitet och en touch av primitiv äkthet. | „ |
| – Magni Moksnes Gjelsvik, left | |   |

Ryggen var kompromisslös och gjorde tydliga val både i sitt bildskapande, och i sina sociala och politiska åsikter. Det senare kom till starkt uttryck i hennes bildkonst.

### Kvinnliga öden och andra öden
Redan i och med hennes första större verk, som Synderinnen (1926), var det uppenbart att Ryggen i sin konst ville förmedla sitt engagemang. Intrycket förstärktes av genombrottsverken som Fiske ved gjeldens hav (1933). Väven skildrar en pengaindrivare, hans bortskämda och välnärda fru och flera fiskare och bönder som kämpar för sitt eget och familjens liv i och vid "gjeldens hav". Uppe till höger i bild syns en läkare som bara konstaterar att en av bönerna redan är döda av svält. 
Väven Ugift mor (1937) är en monumentalarbete som, likt många andra av hennes verk, bygger på verkliga händelser, i detta fall flera historier om kvinnor som övervinner socialt fördömande och fattigdom för att kämpa för sina barns välfärd. 

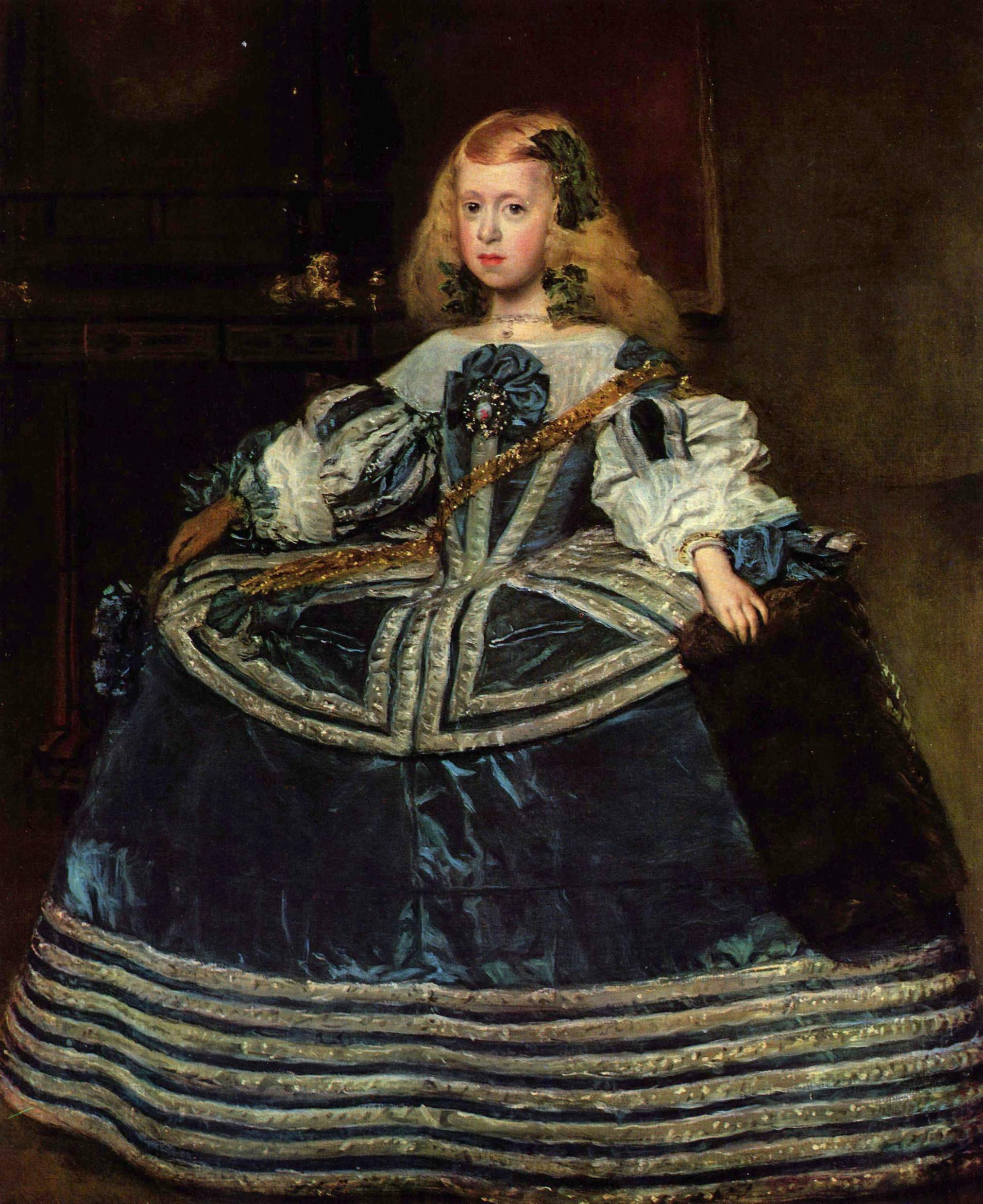
Velasquez Infantino.

Från cirka 1935 härstammar tre vävar med mycket olika kvinnoskildringar, som alla har det gemensamt att de skildrar kvinnor i händerna på sin omgivning: Geit-Gurianna skildrar en legendarisk fattig kvinna från Ørland medan Gull-lammet Iselin visar en ung kvinna och hennes kavaljer. Ifantinnen är en bildväv inspirerad av Diego Velasquez Infantino (1659), som hon skapade mellan två större beställningsarbeten.

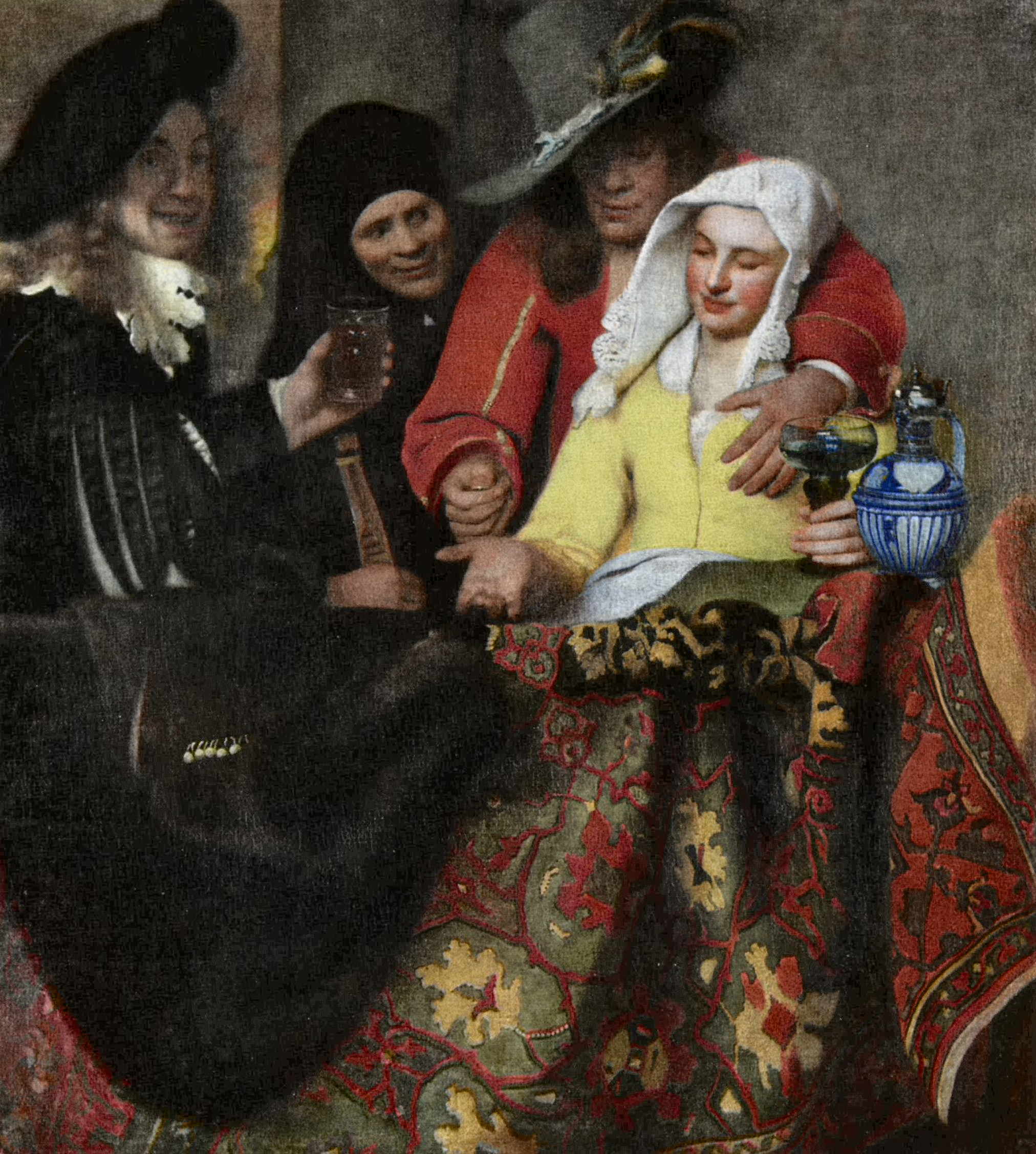
Vermeers Kopplerskan

Med väven En fri (1947–1948) ger hon en tvetydig skildring av "löpandebandsmänniskor". Huvudmotivet är en vertikal ström av mynt och ansikten som illustrerar ekonomins och samhällets löpandebandsprincip. Mitt i detta står statsministern Einar Gerhardsen som representant för samhällsnyttan på ett löpband. Titelpersonen, den fria, står nere till höger i bild, bärande på en stor gul blomma. Han har befriat sig från det löpande bandet och står på egna ben.
Bildväven Svan (1954) är en skildring av kärleken, med en man, en kvinna och ett barn. Kvinnans ansiktsuttryck är ambivalent, och det är känt att inspirationen till väven kom från en väninna som älskade en man hon inte kunde få. Samtidigt som Ryggen vävde den läste hon D.H. Lawrences två romaner Söner och älskare och Lady Chatterleys älskare.
Ända fram till hennes sista år var kvinnokampen ett bärande element i alla hennes bilder, och alla teman, antingen det gällde antimilitarism, konsten eller livets storhet, genomsyrades av ett feministiskt perspektiv. Det är därför talande att hennes två sista arbeten  Koblersken och Gesandt (bägge från 1968) har ett kvinnotema. Koblersken är en parafras på Vermeers De koppelaarster (1656) men med en friare kvinnogestalt än hos Vermeer. Gesandt är en hyllning till Sveriges nedrustningsminister Alva Myrdal och visar en stående kvinna omgiven av eld och staket.

### "Timmen närmar sig": 1935–1945
På Ryggens stora genombrottsutställning på Kunstnerforbundet i Oslo 1939, fanns en rad verk där hon behandlade de politiska oroligheterna i världen, speciellt kring fascismens framväxt i Spanien, Tyskland och Italien. 
Med bildvävar som Synderinnen (1926) och Fiske ved gjeldens hav hade Ryggen tidigt signalerat ett radikalt engagemang mot förtryck, men från 1935 utvidgar hon engagemanget. Med väven Etiopia kommenterade hon Italiens angrepp på Etiopien. Väven har formen av en fris, och här avbildar hon historiens aktörer: kejsaren, ambassadören som ljög, krigaren med spjut, och "Mussolinis breda, brutala ansikte". Där finns en rad uppsträckta händer och en sorts krigare som genomborrar Mussolinis huvud med ett spjut. Väven ställdes ut 1937 på Världsutställningen i Paris jämte Picassos Guernica men när den visades på New York World's Fair 1939 så valde arrangören att vika undan vävens högra fält, det med Mussolinis huvud, för att inte kränka Italien.
I bildväven Drømmedød (1936) skildrar hon förtrycket i Nazityskland. Väven är inspirerad av Carl von Ossietzkys fångenskap. Ossietzky är avbildad i det övre vänstra fältet. Kompositionen är liknande som i Etiopia-väven, med ett motivfält upptill och ett bottenfält med färre färger och motivelement. Det övre fältet är uppdelat i tre delar. Till vänster syns Ossietzky och andra fångar bakom galler. Till höger finns ett annat fält med ansikten bakom galler och här står Albert Einstein som försöker pressa sig igenom gallret. I mitten hänger en namnlös, försvarslös och skolös fånge som plågas av trion Hitler, Hermann Göring och Joseph Goebbels. De tre har blodröda ansikten och händer helt i linje med Ryggens vanliga färgsymbolik där rött representerar ondska. Från samma år (1936) härstammar även Hitler-teppet, medan Lise Lotte Hermann (1938) berättar historien om ett annat offer för det tredje riket.
Bildväven La Hora se aproxima – timmen närmar sig (1938) har beskrivits som Hannah Ryggens svar på Picassos Guernica av många konsthistoriker. I väven skildras tre sidor av kriget: Till vänster Francisco Franco, som bär demonisk svart mask, i mitten skyttegravarnas offer och till höger en naken, brandgul man som symboliserar folkets sårbarhet, kraft och segervilja. Vännen Odd Hølaas, skrev: 
"Hennes Spanienvävar, speciellt den stora La Hora se aproxima har andra egenskaper än Picassos Guernica, där protestens upprördhet förträngt alla andra känslor. Det är som om skönheten i hennes bildväv trots allt rymmer ett hopp.".
Väven Gru (1936) hämtar också sitt motiv från det spanska inbördeskriget. 

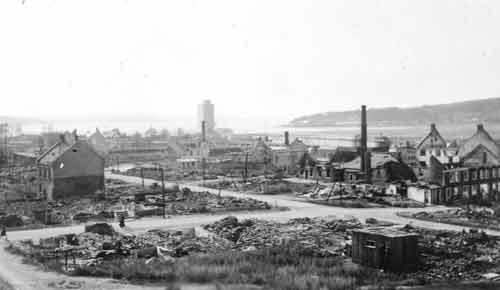
Det tyska angreppet på Norge var en chock även för familjen på Ryggen. Bilden föreställer Steinkjer efter bombningen i april 1940.

Familjen Ryggen reagerade med samma förfäran som de flesta andra på den tyska invasionen av Norge 1940. Hannah Ryggens arbeten under ockupationen är en räcka upprörda skildringar av krigets hemskheter och härens brutalitet. Den första väven som daterats till krigsåren är Freiheit (1941) som skildrar avrättningen av Viggo Hansteen och Rolf Wickstrøm. I bilden förekommer tre  figurer: till vänster domaren, med ulvaskinn över uniformen, till höger dödsängeln som håller ett fat med de två martyrernas huvuden och i mitten en korallröd Kristusfigur som symboliserar lidelsen. "De torterade, korsfästa martyrerna som förlorade sina liv i frihetskampen."
Ryggens mest välkända bildväv från kriget är 6 oktober 1942. Bilden är ett collage över flera intryck från krigsåren: I det vänstra fältet mordet på teaterchefen Henry Gleditsch som begicks detta datum. Gleditsch är klädd som doktor Relling, den roll han spelade vid denna tid. Hans fru Synnøve knäböjer vid mannens sida, klädd som Schillers Maria Stuart. Bakom skådespelarna står en naken man bunden vid en påle. Han föreställer en serbisk krigsfånge som torterades och exekverades i fånglägret på Austrått medan Hannah Ryggen arbetade med väven. Över dessa hänger Hitler som en flygande demon, beväpnad med en pistol. Han omges av huvudena av Hamsun och Quisling. I det högra fältet syns Mona, Hans och Hannah i en båt, på väg mot England. Drömmen om att fly till friheten var levande för många, så också för familjen Ryggen. Båten är svart och övertäckt med rosor, likt en likkista. Över båten hänger tre röda huvuden, en av dem är möjligen den norska nazisten Jonas Lie. I vävens mittfält står Churchill i ett borgtorn, som en trygg mittpunkt i den oroliga världen.
Bildväven Grini (1945) föreställer Hans i fångkläder på lägret Grini, där han målar dödskallar. Bakom honom döljs medfångarna bakom taggtråd. Till vänster rider Mona som vill hämta hem fadern. Bildväven Kaj Munks død (1946) påbörjades 1943 som en beställning från  Bakkehaugens kyrka, och är ett av tre delmotiv i verket Livets salt. Vävens tre element skildrar tre martyrer: motståndsmannen Laurits Sand, den danska prästen Kaj Munk, och Hans Nielsen Hauge. På samma sätt som i Freiheit gör hon i Kaj Munks død en koppling mellan Kristus och frihetskampens martyrer. I väven Schweden (1946) levererar hon en besk kommentar till den förment neutrala svenska politiken som gynnade nazisterna under andra världskriget.

### Konstnärslivet
| ”                             | Det är tre krafter som alltid har kämpat om platsen i Hannah Ryggens hjärta: den hjärtevarma människan, den stora konstnären och den temperamentsfulla trollkvinnan | „ |
| – Thorvald Krohn-Hansen, 1969 | |   |

I linje med hennes vana att även använda bildväven som ett utrymme för det djupt personliga är det naturligt att flera viktiga händelser i hennes eget konstnärsliv förekommer i hennes verk, tillsammans med hälsningar och kommentarer till andra konstnärer. 
Bildväven Det gjelder at arbeide (1933) utgår ifrån då hennes vävar plockades bort från en vandringsutställning när den ställdes ut 1931 på Nordenfjeldske Kunstindustrimuseum. I väven Det gjelder at arbeide framställs museets direktör Sanke Per vid himmelrikets port och som avvisar Hannah Ryggen tillsammans med en annan textilkonstnär. Överst i bild svävar Roar Matheson Bye i rollen som Gud Fader. Bye var intendent vid Trondhjems Kunstforening, och hade bjudit in Ryggen att ställa ut på konstföreningen 1933. Det var också där som väven först visades. 
I väven Hjemlige guder (1951) levererar hon en syrlig kommentar till den roll och makt Henrik Sørensen och Rolf Stenersen hade i den norska konstdebatten under denna period. De två framställs som Odin och Tor. Sørensen med den ena handen över Oslo rådhus, där han hade avgörande inflytande över den offentliga konsten, och andra handen runt sin favoritmodell Tone Veli. I himlen bakom Stenersen svävar Munchs huvud.  
I Livet glir forbi (1938) skildras den franska målaren Paul Gauguins liv, på samma sätt som Henrik Sørensen och Salvador Dali avbildas i två de odaterade vävarna som bär deras namn. De två vävarna Trojansk hest (1949) och Picasso (1956) är idag monterade tillsammans till en helhet och hänger i statsrådssalen i regeringsbyggnaden.
I Karsten i vevhimmelen (1953) låter hon en musa sätta en guldkrona på målaren Ludvig Karsten, som var en av hennes egna konstnärsfavoriter.

### Pacifism under efterkrigstiden
Ryggens anti-militaristiska engagemang kvarstod under efterkrigstiden. Flera av hennes mest välkända vävar från den här perioden skildrar militarismens verkningar på människan. Henders bruk (1949) som nämnts ovan, med sitt möte mellan soldaten och fredsgudinnan. Väven Atomsen (1952), som vävdes när det norska atomprogrammet fortfarande var i sin linda, skildrar den nonchalanta och skrämmande diktatorn "H.K.H. Atomsen", med makt att ödelägga världen. Väven ägs av Norges tekniske høgskole. I Grå figur (1960–1961) har hon skildrat en anekdot hon hört om en underlig konsekvens efter en atombombsdetonation – att "skuggan" av de dödade kan ses i stoffet flera dagar efter explosionen. På vävens sidor ses atombombens uppfinnare avbildade med vita kryss för ansiktena. Väven ägs av Nordenfjeldske kunstindustrimuseum och mäter 300x235 cm.
Den lika monumentala Jul Kvale (1956) är en skildring av den enskildes mod gentemot massan. Kvale, som var ledare för vergerådet Oslo kommun, var bland de första att protestera mot ett norskt NATO-medlemskap. Ryggen avbildar honom som den som beskyddar ett barn där motståndarna är ett hav av slutna ansikten, där bland annat tyska kanslern Konrad Adenauer och norska utrikesministern Halvard Lange går att känna igen.
I bildväven Blod i gresset visar Ryggen på ena sidan brutaliteten i USA:s krigföring i Vietnam, och i det högra fältet president Lyndon B. Johnson, skildrad som en röd djävul med cowboyhatt tillsammans med sin hund. Avbildningen av hunden var en reaktion på att amerikanerna enligt Ryggen verkade bry sig mer om hälsan för presidentens hund än om alla de liv som togs, av båda sidor, i Vietnam. Denna väv är den enda där hon använde sig av kemiskt framställda färger.

### Vi lever på en stjerne –människans storhet
Många av Ryggens bildvävar var uttryck för protest, men det finns också flera där hon hyllar de goda krafterna i tillvaron, som freden, kärleken, människan, konsten och vetenskapen.
Väven En fri (1947–1948), som beskrivs ovan är ett exempel. Ett annat är Henders bruk (1949) där det förekommer en skildring av en blåfärgad ridande fredsgudinna som får soldater att kasta ifrån sig sina gevär. Väven var för övrigt det första textilarbete som någonsin köptes in av Nasjonalgalleriet. 
Ja, vi elsker (1950) är en hyllning till Oslos 900-årsjubileum. I bilden ses kung Haakon VII, stadens borgmästare Brynjulf Bull, en svan från Dyre Vaas fontän på rådhusplatsen, Hannah Ryggen själv, och radioreportern Odd Hølaas, spelandes cello.
Vi lever på en stjerne (1958) beställdes av arkitekten Erling Viksjø till entrén i den nya regeringsbyggnaden. Väven är både en av hennes största (400 x 300 cm), och ett av de verk där hon använder flest färger. Næss räknar till elva totalt, fem röda, fyra blå, svart och grönt. Väven utstrålar en närmast religiös tro på människan och kärleken. Huvudfärgerna är blått och svart och huvudmotivet är en oval, inspirerad av en 1600-talsväv från Gudbrandsdalen. Inne i ovalen står en naken man och kvinna. Runt ovalen svävar faktiska och mytiska himlakroppar. Verket vävdes samtidigt som satelliten Sputnik 1 sändes ut i rymden. Vi lever på en stjerne hängde i entrén Regjeringskvartalet fram till Brejviks Terrorattentat de 22 juli 2011 då den skadades. Väven är idag restaurerad men har ett synligt "ärr".
Bildväven Trollveggen (1966) som hänger på Universitetet i Oslo, och som mäter 190 x 720 cm, är en hyllning till vetenskapens, musikens och konstens plats i samhället. I väven skildras vetenskapen som "såmannen" från Jesu liknelser. 
Flera av hennes martyrskildringar kan också förstås som hyllningar till människans värdighet.

### Självporträtt
| ”                                    | I hennes form får det rum uttryck för alla impulser som kan träffa en levande människa. Men ändå finns det en ofrånkomlig kärna av kvinna och oåtkomlig privat hedendom i allt hon gör. Det är det som är fascinerande | „ |
| – Clas Brunius, Moderna Museet, 1962 | |   |

Ryggen avbildade sig själv i flera av sina bildvävar. Hon förekommer i bilder från vardagslivet på gården i vävar som Vi og raudmerra (ca. 1930), Ørlandssyn (1934) och den mer monumentala Vi og våre dyr (1934). Hon avbildar sig själv i tidiga "konstdebattbilder" som Ei hex (1937) och Det gjelder at arbeide (1933), och i 6 oktober 1942, där familjen drömmer om att fly landet.
I vävarna Mors hjerte (1947) och Vi lever på en stjerne (1958), båda beskrivna ovan, har hon inte avbildat sig själv men bägge tolkas oftast utifrån hennes biografi, och ses som uttryck för en personlig. Næss skriver att Vi lever på en stjerne är "helt säkert präglad av att hon vävde den precis efter Hans död. Det blev ett sorgearbete och en hyllning till kärleken.".
I Bærestolen (1959) har hon också skapat en hyllning till den döda äkta mannen – blomstermålaren. Hans Ryggen bärs fram av en ängel och den sörjande Hannah. Hon förekommer även i Ja, vi elsker (1950), beskriven ovan och o i den stora väven Dikt av T.S. Elliot (1952), som är en tematisering av konstens förmåga att säga det outsägliga om livet och kärleken. I väven sitter hon på toppen av bilden likt en klok gumma.
Väven Karna og Hannah (1969) skildrar ett privat semesterminne, medan Potteblått (1963) behandlar förhållandet mellan konstnären och hennes färger. Hennes siste teppe i veven (1970) är ett litet färgrikt självporträtt.

## Arvet efter Hannah Ryggen

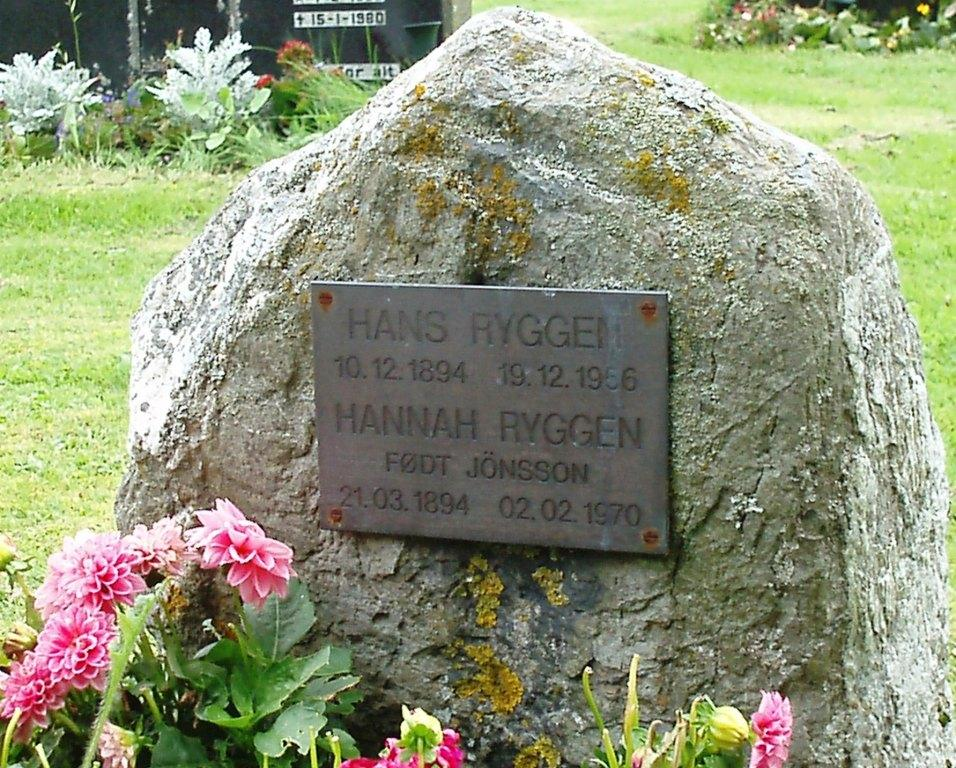
Hannah och Hans Ryggens grav på Ørlands kyrkogård.

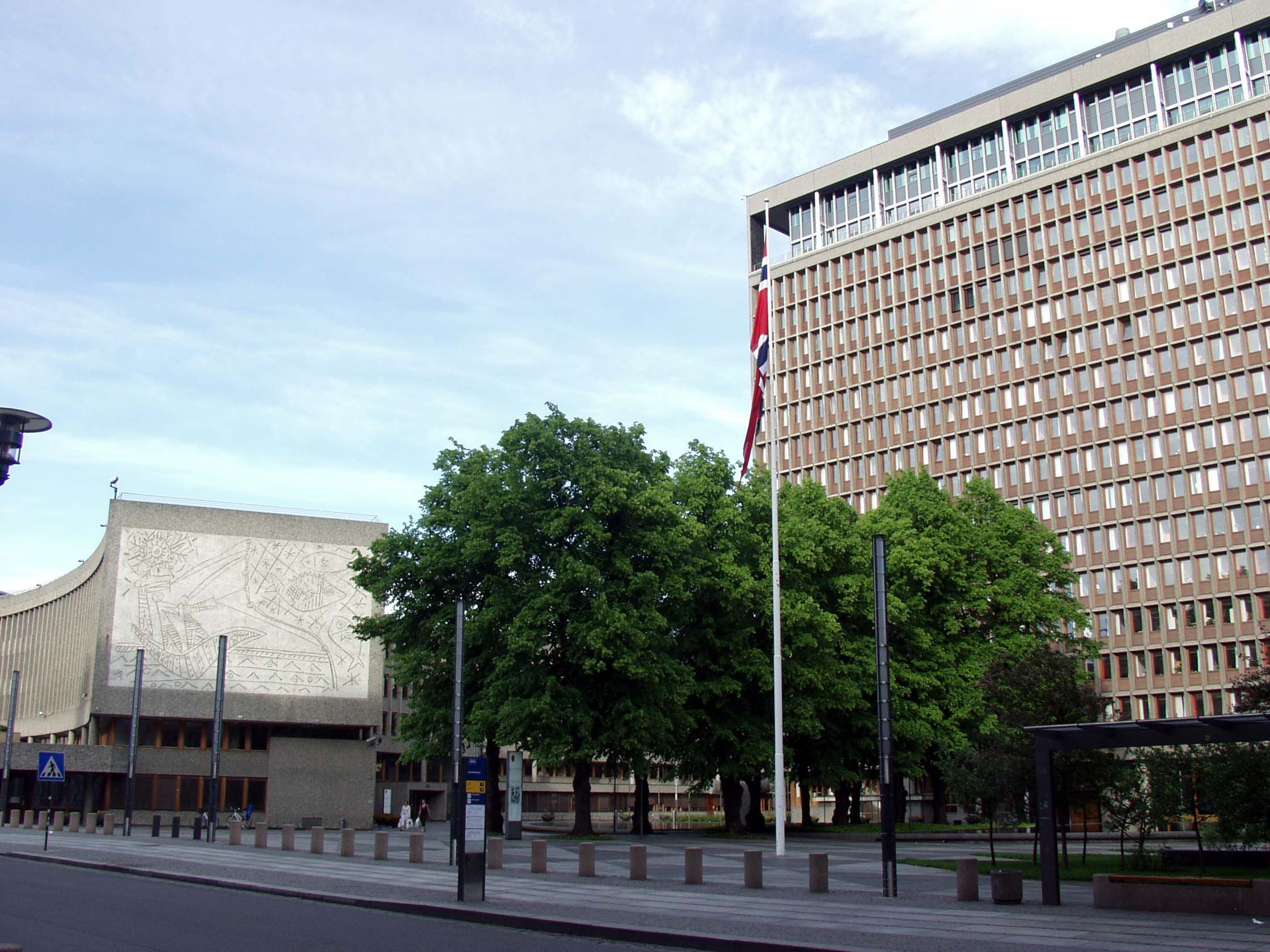
Två av hennes bildvävar finns i den norska regeringsbyggnaden.

Ett minnesmärke över Hannah och Hans Ryggen, utfört av skulptören Astrid Dahlsveen, restes 1994 i Brekstads hamn. Skulpturen som föreställer paret och deras dotter i en båt, har hämtat sitt motiv ifrån Hannah Ryggens väv 6 oktober 1942.
Nordenfjeldske Kunstindustrimuseum i Trondheim har den störste samlingen av Ryggens konst. Tillsammans med verk av Synnøve Anker Aurdal och Benny Motzfeldt är Ryggens konst sedan 1998 utställt i museets permanenta utställning Tre kvinner – Tre kunstnere. Museet har haft stora utställningar med hennes konst  1970 (Minneutstilling), 1994 (Jubileumsutstilling) och 2008 (Engasjert kunst, då tillsammans med Elisabeth Haarr). En byst av Hannah Ryggen, skulpterad av Edith Aas 1962, finns tillsammans med ett urval av vävar i museets avdelning Hannah Ryggen-senteret, som öppnades i det nystartade Ørland kultursenter i februari 2009. Ryggen finns även representerad vid bland annat Röhsska museet och Nationalmuseum i Stockholm.
Hannah Ryggens privatarkiv med korrespondens, tidningsurklipp, och liknande är tillgängligt på Gunnerusbiblioteket, Norges teknisk-naturvitenskapelige universitets universitetsbibliotek.
Konsthistorikern Albert Steen avslutar sin bok om henne på följande sätt:
"Hannah Ryggen skapade ingen skola, eftersom hennes arbetssätt var för speciellt och henne uttryck för egenartat. 'Naturligvis har jag aldrig haft elever,' sade hon. 'Jag väver utifrån mig själv, hur skulle jag kunna förmedla det till andra? Man vet ingenting om sig själv, man kan inte ta av sig själv och ge till andra. För mig ligger förmedlingen till andra i den färdiga väven.'
Hela efterkrigstidens unga generation av textilkonstnärer står i tacksamhetsskuld till Hannah Ryggen."
Filmskaperen Marit Berntzen färdigställde 1996 dokumentärfilmen Mennesket i veven om Hannah Ryggens liv och konst. Skådespelaren Heidrun Kringen spelar Hannah i filmen. 
År 2005 blev hon utsedd till "århundradets ørlänning".
År 2012 presenterades Hannah Ryggens konst i utställningshallen Fridericianum på konstbiennalen Documenta 13 i Kassel, Tyskland.
Paret Ryggen är begravda på Ørlands kyrkogård och graven är, utifrån familjens önskan anspråkslös.

## Utställningar (i urval)[54][55]

### Separatutställningar
- Lund, 1926 – tillsammans med Hans Ryggen, och hans bror träsnidaren Arne Ryggen
- Trondheim Kunstforening, 1933 – tillsammans med Ruth Petterson och Sunni Mundal
- Kunstnerforbundet, Oslo, 1935
- Trondheim Kunstforening, 1937
- Kunstnerforbundet, Oslo, 1939
- Trondheim Kunstforening, 1945
- Kunstnerforbundet, Oslo, 1946
- Kunstindustrimuseum, Köpenhamn, 1946
- Röhsska museet, Göteborg, 1948
- Malmö museum, 1948
- Kunstnerforbundet, Oslo, 1949
- Drammen kunstforening, 1950
- Hamar kunstforening, 1950
- Den Frie, Köpenhamn, 1950 – som gäst tillsammans med den danska gruppen Decembristerna
- Malmö museum, 1951
- Norsk Folkemuseum, 1951–1952
- Bergens Kunstforening, 1952
- Trondheim Kunstforening, 1952
- Kunstnernes Hus, Oslo, 1953
- Vandringsutställning i USA, 1955–1956
- Nordenfjeldske Kunstindustrimuseum, Trondheim, 1961
- Moderna Museet, Stockholm, 1962
- Göteborgs Konsthall, 1962
- Trondheim Kunstforening, 1963
- Kunstnerforbundet, Oslo, 1963
- Venedigbiennalen, 1964
- Kunstnernes Hus, Oslo, 1964
- Festspillene i Nord-Norge, Harstad, 1966
- Nordenfjeldske Kunstindustrimuseum, Trondheim, 1968
- Galleri Brinken, Stockholm, 1969

### Samlingsutställningar
- Jubileumsutstillingen, Trondheim, 1930
- Världsutställningen i Paris 1937
- Norsk Husflids venner, Trondheim, 1939
- Världsutställningen i New York 1939
- "Ung norsk kunst", Köpenhamn, 1946
- "Nordiska konstnärinnor", på Liljevalchs i Stockholm, 1948
- "Riksförbundets vandringsutställning", 1949
- "Nordisk utställning", Helsingfors, 1950
- utställningar i Göteborg och Köpenhamn, 1951
- "Norsk Form", Oslo, 1951–1952
- Petit Palais, Paris, 1954
- "The Arts of Norway", Florida, 1957
- "Nordisk utställning", Göteborg, 1957
- "Nordisk utställning, Helsingfors, 1963
- Festspillene i Nord-Norge, Harstad, 1966
- "Norwegische Webkunst", Münster, Tyskland, 1967
- "NKF", Charlottenberg och Stockholm, 1969

### Viktigare utställningar efter hennes död
- Minnesutställning, Nordenfjeldske kunstindustrimuseum, 1970
- Jämtlands läns museum, Östersund, 1970
- Lunds Konsthall, Sverige, 1972
- Ørland og Bjugn konstföreningar, 1976
- Nordenfjeldske kunstindustrimuseum, 1981
- Kunstindustrimuseet, Oslo, 1986
- Jubileumsutstilling, Nordenfjeldske kunstindustrimuseum, 1994
- Tromsø kunstforening, 1994
- "Det menneskelige mønster: Hannah Ryggen i vår tid",retrospektiv på Kunsthall Oslo, 2011
- "Forms of Modern Life: from the archives of G. Guttormsgaard", OCA, Oslo, 2011
- Documenta 13, Kassel, 2002
- "Världen i väven", Moderna museet Malmö, 2015–2016